# Aditiva do paliv

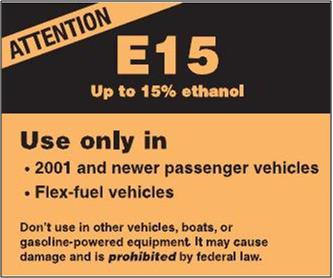
etiketa E15

Aditiva do paliv jsou látky přidávané do paliv, za účelem zlepšení vlastností paliva.

## Historie
Při výrobě nafty a benzínu nejde technologickými procesy docílit požadované kvality pohonných hmot. Proto se již od roku 1930 přistupuje k přidávání aditiv do paliv. Pro zvýšení oktanového čísla v benzínu se v minulosti přidávaly sloučeniny olova. Díky snižování škodlivých látek v palivu od 80. let 20. století, klesala i kvalita pohonných hmot. Ropné rafinerie ke snížení škodlivých emisí přijaly proces hydrodesulfurizace, který odstraňuje nejen síru, ale i další důležité látky v naftě. Kvalita nafty se zhoršila, protože tyto látky zajišťovaly lepší spalování a mazivost paliva. Moderní vstřikovací systémy spalovacích motorů vyžadují kvalitnější paliva a proto rafinerie přistupují k přidávání aditiv do paliv.

## Aditiva výrobní
Výrobní aditiva jsou do palivové směsi přidávána již během výroby. Výrobci se tak snaží palivu zajistit takové parametry, které bude splňovat nezbytné technické normy, bez nichž by nebylo možné palivo prodávat v souladu se zákonem.

### Společná aditiva pro benzín a naftu
Při delším skladováním paliva dochází k tvorbě usazenin a pryskyřic proto se přidávají do paliva antioxidanty (stabilizátory), které slouží jako prevence před degradací benzínu, nebo nafty. Dalším aditivem je deaktivátor kovů, který váže na sebe kovy obsažené v palivu. Tyto kovy jsou občas v palivu a mohou katalizovat proces degradace a oxidace paliva a vytvářet usazeniny. Dalším aditivem přidávaným do benzínu a nafty jsou inhibitory koroze. Toto aditivum se přidává jen v malém množství protože vytváří emulgaci vody a pryskyřici v palivu. Jako inhibitory koroze se využívají trimer, dimer, alkyl-jantarová kyselina, hydroxid sodný, dusičnan sodný, kyselina fosforečná, kyselina sulfonová, kyselina karboxylová. Pro bionftu se používá terc-butylamin, nebo ethylendiamin. Detergentní aditiva se přidávají do paliva za účelem snížení usazenin. Pro automobilový benzín se používají například polyolefiny, deriváty kyseliny jantarové, aminy a jejich deriváty, amidy mastných kyselin, polyether-aminy a další. Pro motorovou naftu se používají podobné detergentní aditiva jako pro benzín. Modifikátory tření a mazivostní aditiva jsou další přísadou paliv. Slouží ke snižovaní tření ve spalovacích motorech a nejčastěji se používají glycerol monooleát, amid mastné kyseliny a další estery mastných a karboxylových kyselin.

## Aditiva povýrobní (komerční)
Povýrobní příměsi jsou někdy označovány i jako komerční aditiva. Členění na komerční a nekomerční budí zdání, jako by výrobci přidávali aditivní složky během výroby do spotřebních hmot z nějakých nekomerčních důvodů. To je samozřejmě nesmysl. Ve skutečnosti jsou všechna aditiva v nějakém smyslu komerční.
Záleží na provozovateli, jaká povýrobní aditiva si vybere, protože na trhu je motorových příměsí pro benzinová, dieselová i plynová vozidla značné množství. Povýrobní aditiva se prodávají přímo v automobilových servisech a začínají se objevovat i u lépe zásobených čerpacích stanic. Samozřejmě je lze zakoupit i u autorizovaných prodejců či výrobců.

## Smysl používání povýrobních motorových aditiv
Odlišný proces činnosti zážehového a vznětového motoru vyžaduje odlišná aditiva.

### Aditiva pro benzín
V případě zážehových motorů (benzinové motory a motory na plyn LPG / CNG) by aditiva mohou obsahovat například zvyšovače oktanového čísla, detergenty, inhibitory koroze, antioxidanty, mazivostní přísady, aditiva proti tzv. zatloukání ventilových sedel, deaktivátory kovů. Dle prodejců LPG/CNG přimazavacích systémů je jedním ze základních požadavků u LPG, CNG a benzínových aditiv by měla být promazávací schopnost, kterou plyn a benzín postrádají v důsledku chybějícího olova.[nedostupný zdroj]

### Aditiva pro naftu
Aditiva pro vznětové motory (dieselové motory na naftu) mohou obsahovat zvyšovače cetanového čísla, mazivostní přísady, detergenty, inhibitory koroze, přísady pro zlepšení nízkoteplotních vlastností, deaktivátory kovů, protipěnivostní přísady, antioxidanty, antistatické přísady a další.

## Kvalita různých aditiv
V posledních letech se s růstem zájmu o motorová aditiva začala objevovat celá řada výrobků různé a někdy velice pochybné kvality. Spotřebitelé jsou proto povzbuzováni k dobrému výběru. Kvalitní aditiva jsou zdokladována odbornými či spotřebitelskými testy, zkušenostmi uživatelů, případně i odbornými cenami. Důležitá je i historie výrobce.